# Rezerwat przyrody Baszków
Rezerwat przyrody Baszków – florystyczny rezerwat przyrody położony pod wsią Baszków, w gminie miejsko-wiejskiej Zduny, w powiecie krotoszyńskim (województwo wielkopolskie).

## Położenie i przedmiot ochrony
Znajduje się ok. 6 km na południowy zachód od Krotoszyna i ma powierzchnię 3,76 ha (akt powołujący podawał 3,97 ha). Jest to największy florystyczny rezerwat przyrody w województwie wielkopolskim. Przedmiotem ochrony jest stanowisko długosza królewskiego (największej polskiej paproci). Rośliny te osiągają tu nawet do dwóch metrów wysokości. Ostatnia (2013) inwentaryzacja wykazała tu występowanie 144 osobników długosza. Rezerwat porasta wilgotny bór sosnowy (60–90 lat) z domieszką brzozy, świerka i olchy, a także leśne zbiorowisko zastępcze z sosną i czeremchą amerykańską oraz zdegenerowana postać olsu. Na terenie rezerwatu rosną też: borówka czarna, jarząb pospolity, konwalijka dwulistna i orlica pospolita. Całość rezerwatu znajduje się na terenie Obszaru Chronionego Krajobrazu Dąbrowy Krotoszyńskie Baszków-Rochy.
Obszar rezerwatu podlega ochronie czynnej.
Pierwsze próby ochrony tego terenu miały miejsce już przed II wojną światową – w 1938.

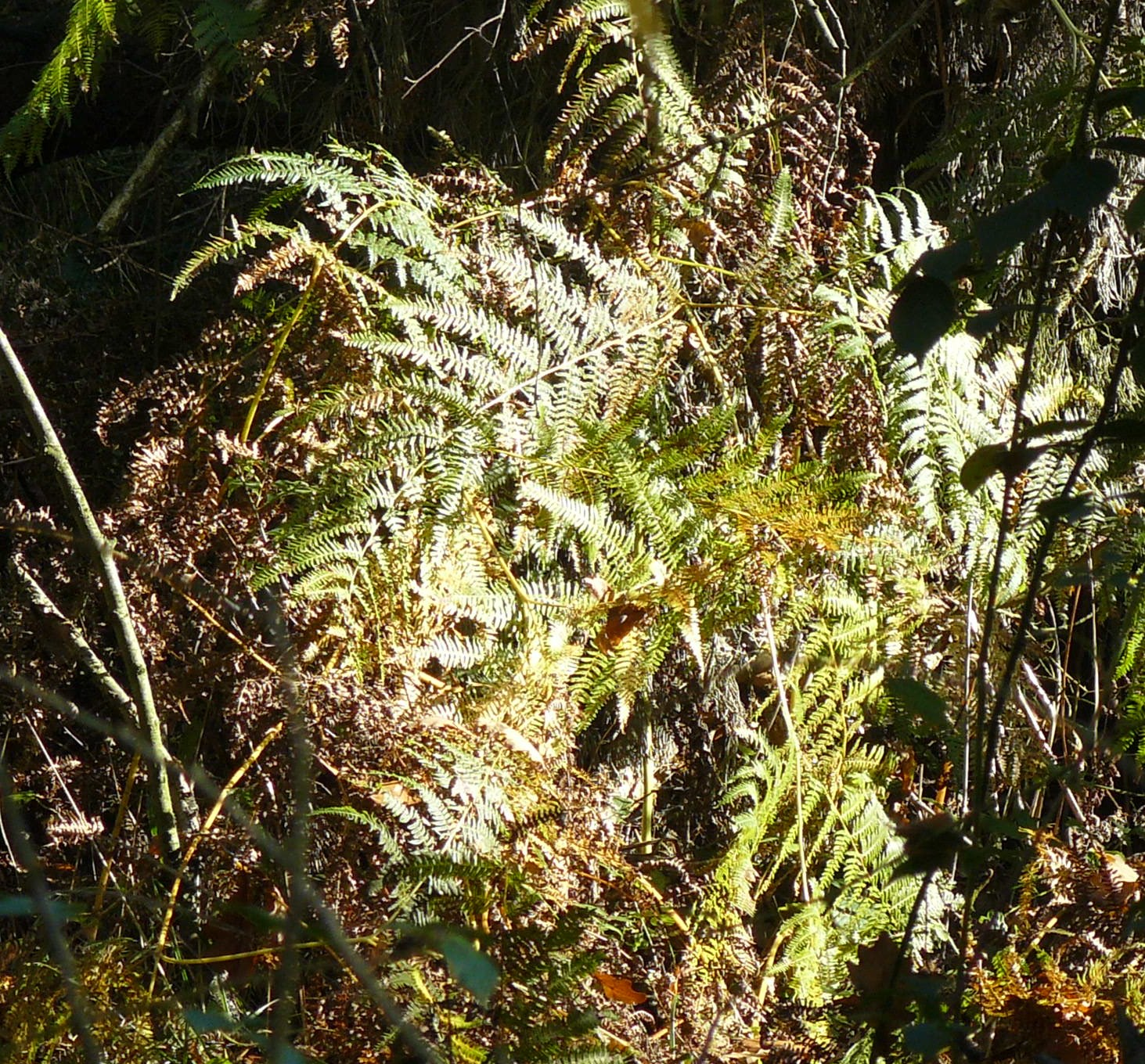
Długosz królewski
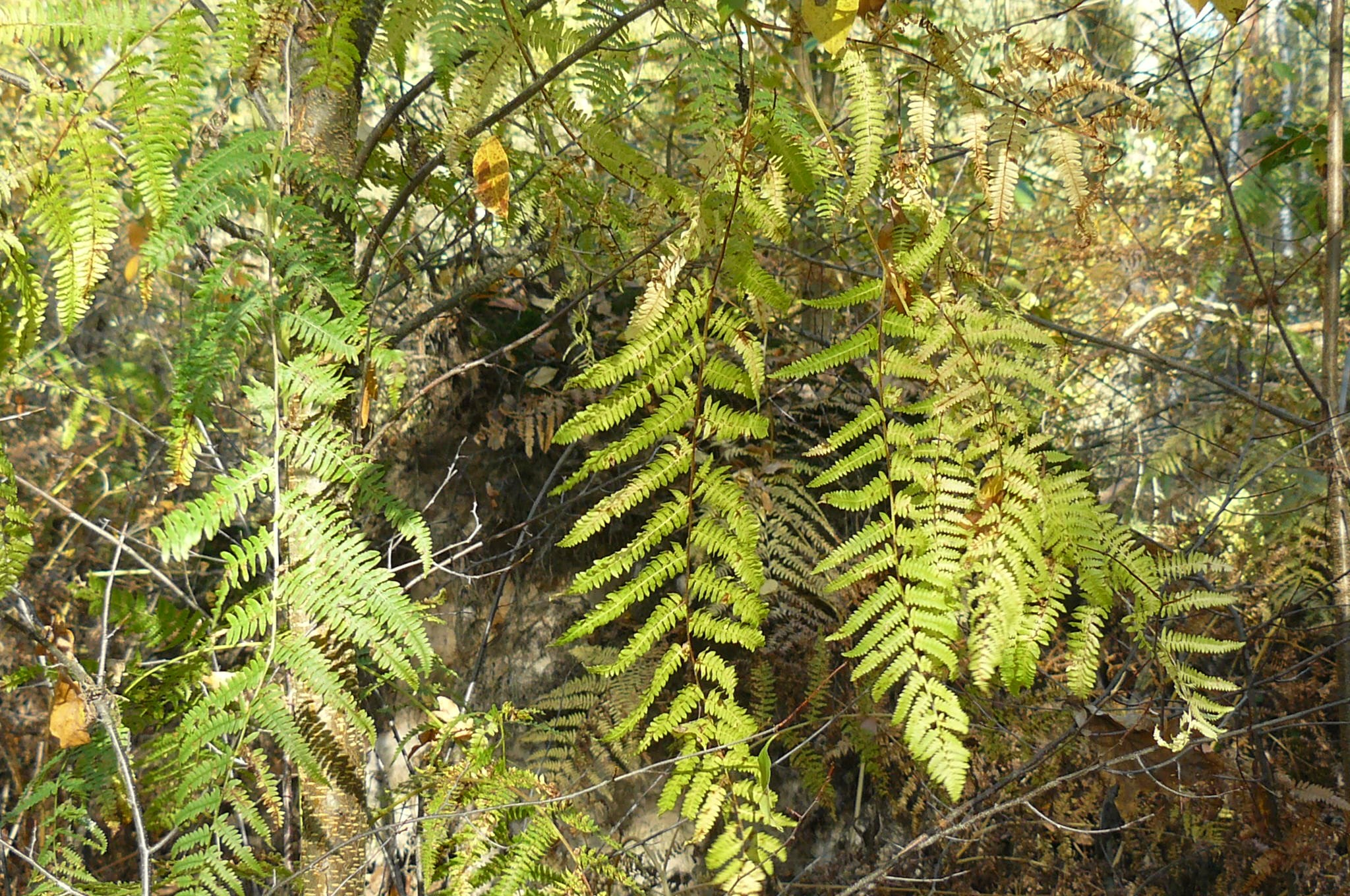
Długosz królewski
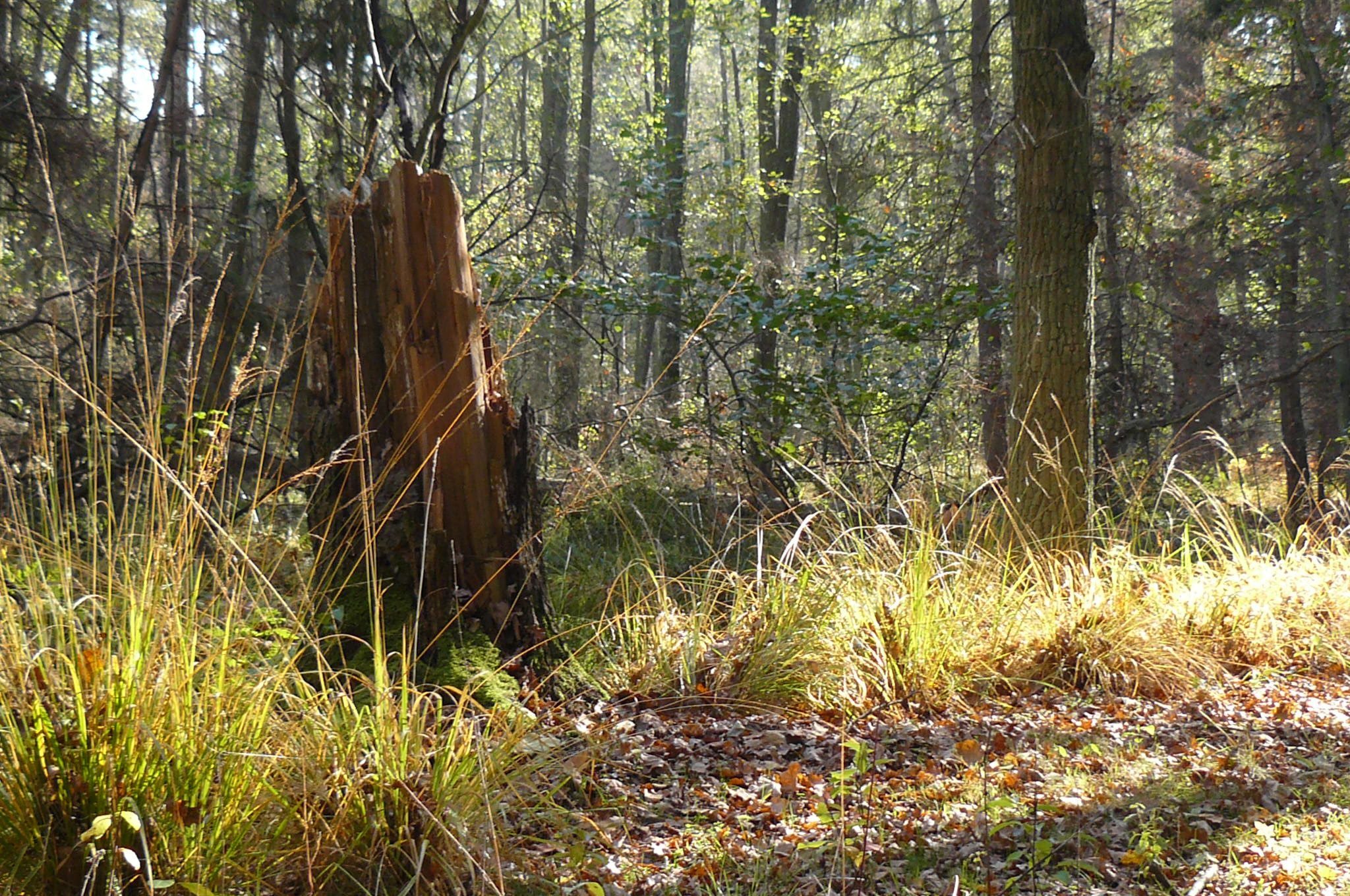
Widok ogólny

## Podstawa prawna
- Zarządzenie Ministra Leśnictwa i Przemysłu Drzewnego z dnia 27 lipca 1959 r. w sprawie uznania za rezerwat przyrody (M. P. z 1959 r. Nr 72 poz. 385) Zm.: Zarządzenie Ministra Leśnictwa i Przemysłu Drzewnego z dnia 17 kwietnia 1965 r. zmieniające zarządzenie w sprawie uznania za rezerwat przyrody (M. P. z 1965 r. Nr 22 poz. 107)
- Obwieszczenie Woj. Wielkopolskiego z dnia 4 października 2001 r. w sprawie ogłoszenia wykazu rezerwatów przyrody utworzonych do dnia 31 grudnia 1998 r. (Dz. Urz. Woj. Wielkopolskiego Nr 123 poz. 2401)
- Zarządzenie Nr 17/11 Regionalnego Dyrektora Ochrony Środowiska w Poznaniu z dnia 12 kwietnia 2011 r. w sprawie rezerwatu przyrody „Baszków” (Dz. Urz. Woj. Wielkopolskiego Nr 162, poz. 2648)